# Tecno Fes vol.2
A Tecno Fes vol.2 Gigi D'Agostino 2000-es középlemeze, bár sok tekintetben inkább nagylemeznek nevezhető.

## Számlista

### CD
1. Amorelettronico  7:19
2. La passion (medley with Rectangle)  6:44
3. Un giorno credi  5:59
4. Souvenir  8:00
5. You spin me round (Like a record)  4:16
6. Le serpent  4:48
7. Cada vez  7:26
8. L'amour toujours  6:25
9. Sottosopra  3:55
10. Baci & abbracci  4:49
11. Tecno fes  4:34
12. Tanzen  3:37
13. La passion (medley with Rectangle)  6:00

### ("12)
A-oldal
1. Le serpent  5:28
2. Baci & abbracci  7:42

B-oldal
1. You spin me round (Like a record)  6:44
2. Sottosopra  7:10

C-oldal
1. L'amour toujours (Cielo mix)  8:52
2. Tanzen  8:30

D-oldal
1. La passion (medley with Rectangle)(Cielo mix)  7:25
2. Tecno fes  5:38

## Szerzők
- 01, 04, 06, 09, 10, 11 & 12: L. Di Agostino & P. Sandrini – Media Songs Srl./Warner Bros Music Italy Srl.
- 02 & 13: L. Di Agostino, P. Sandrini, C. Montagner & Jacno – Ed. Media Songs Srl.,Musique Et Communication
- 03: P. Trampetti & E. Bennato – ED. BMG Ricordi Spa.,WIZ Music
- 05: P. Burns, M. Percy, S. Coy & T. Lever – Burning Music Ltd., Westbury Music Ltd.
- 07: A. Lafone – Viceroy Music, Wyze Music, Bucks Music Srl.
- 08: L. Di Agostino, P. Sandrini & C. Montagner – Media Songs Srl./Warner Bros Music Italy Srl.

## Érdekességek
- a borítón egy rajzolt Gigi D'Agostino száguld egy alumínium rolleren
- az olasz és a német kiadás hátsó borítórajzai különböznek.
- egyes kiadásokon nem szerepel a Cada vez.
- a belső borítón olasz nyelvű Nietzsche, Sikorsky, Peter Schultz, Boris Makaresko és Giuseppe Giusti idézetek szerepelnek.
- a Cada vez a Negrocan, míg a You spin me round című szám eredetileg a Dead or Alive együttes szerzeménye volt.